# کلیر دو بری
کلیر دو بری (انگلیسی: Claire Du Brey؛ ۳۱ اوت ۱۸۹۲ – ۱ اوت ۱۹۹۳) یک هنرپیشه اهل ایالات متحده آمریکا بود.